# La quinta esencia
La quinta esencia es el quinto álbum de la banda WarCry, publicado originalmente el 18 de septiembre de 2006. Este trabajo es una mezcla de los cuatro trabajos anteriores de la banda, pero con un estilo más avanzado y fuerte.
Este fue el último trabajo en el que participaron Alberto Ardines, Fernando Mon y Manuel Ramil.

## Lista de canciones
1. ¡Que vengan ya! - 4:14
2. Ulises - 5:28
3. Tu recuerdo me bastará - 4:43
4. La vieja guardia - 4:29
5. Un poco de fe - 5:21
6. El más triste adiós - 5:31
7. Buscando una luz - 5:04
8. Ha pasado su tiempo - 4:03
9. Redención - 4:56
10. Mirando al mar - 7:18
11. Más allá - 4:53

## Formación
- Víctor García - Voz
- Pablo García - Guitarra
- Fernando Mon - Guitarra
- Roberto García - Bajo
- Manuel Ramil - Teclados
- Alberto Ardines - Batería

- Datos: Q6464723